# مقاطعة مينيهاها (داكوتا الجنوبية)
مينيهاها (بالإنجليزية: Minnehaha)‏ هي إحدى مقاطعات ولاية داكوتا الجنوبية في الولايات المتحدة الأمريكية.

## أعلام
- جاك بليون